# Bernard Kayumba Shikilwe
 Bernard Kayumba Shikilwe  (né à Lubumbashi le 20 avril 1981) est un homme politique de la République démocratique du Congo et député national élu de la circonscription de Lukunga à ville province de Kinshasa.

## Biographie
Il est né le 20 avril 1981 à Lubumbashi, marié et père de deux enfants, originaire de la province du Haut-Lomami.

## Carrière politique
Bernard Kayumba est le président du parti politique PANECO qu'il a créé.
Bernard Kayumba est élu député lors des élections législatives de décembre 2018. Le PANECO fait partie de la coalition Action des alliés pour l’amélioration des conditions de vie des Congolais (AAAC).